# Astrapia rothschildi
L'astrapia di Huon (Astrapia nigra Förster, 1906) è un uccello passeriforme della famiglia Paradisaeidae.

## Etimologia
Il nome scientifico della specie venne scelto in omaggio all'illustre ornitologo Walter Rothschild, particolarmente attivo nella classificazione di nuove specie di uccelli nel Sud-Est Asiatico ed in Nuova Guinea.

## Descrizione

### Dimensioni
I maschi misurano fino a 69 cm di lunghezza per 186–205 g di peso, mentre le femmine raggiungono i 47 cm per un peso di 143–200 g: tali misure prendono però in considerazione anche la coda, che nelle femmine è lunga all'incirca quanto il corpo, mentre nei maschi è ben più lunga e può misurare anche il doppio rispetto alla lunghezza del corpo.

### Aspetto
L'astrapia di Huon, a prima vista, può ricordare un merlo o uno storno dal piumaggio metallico e dalla lunga coda.

Anche in questa specie, come nella maggior parte degli uccelli del paradiso, è presente un netto dicromatismo sessuale: la femmina, infatti, si presenta di colore interamente bruno, più scuro su testa, petto e dorso (dove diviene quasi nero) e più chiaro sul ventre, dove le singole penne sono orlate di bianco-grigiastro e danno a questa parte del corpo un aspetto marmorizzato. Il maschio, invece, presenta piumaggio di colore nero su testa, petto, ali, dorso e coda, con riflessi metallici verde-bluastri sulla faccia e violacei sulle penne remiganti e su quelle caudali: sulla nuca è presente una mantellina di penne di colore azzurro iridescente, mentre il ventre è di colore verde iridescente ed è separato dal nero della gola da una banda di colore arancio. In ambedue i sessi, il becco e le zampe sono neri e gli occhi sono di colore bruno.

## Biologia
Si tratta di uccelli solitari e diurni, piuttosto timidi, difficili da vedere nonostante i colori sgargianti ma più facili da sentire, emettendo un richiamo piuttosto simile a quello della congenere astrapia della Principessa Stefania: vivono nella canopia e passano la maggior parte del tempo alla ricerca di cibo sondando fra i rampicanti e le epifite col becco, pronti a rifugiarsi nel folto della vegetazione al minimo segnale di disturbo.

### Alimentazione
L'esatta composizione della dieta dell'astrapia di Huon è ignota, tuttavia si ritiene che questi uccelli si nutrano di frutta e piccoli animali come osservabile nelle specie congeneri.

### Riproduzione
Questi uccelli non mostrano una stagione riproduttiva netta, ma sono in grado di accoppiarsi durante tutto l'arco dell'anno: i maschi cercano di attrarre a sé il maggior numero di femmine possibile con cui accoppiarsi, esibendosi in danze ritualizzate su rami appositamente scelti e ripuliti con cura, sui quali essi saltellano avanti e indietro tenendo ben erette le penne della nuca, delle guance, della bavetta e della coda. Dopo l'accoppiamento, il maschio lascia alla femmina l'onere di costruirsi il nido, di covare le uova e di occuparsi della prole, che si ritiene non differiscano in maniera significativa per modalità e tempistica da quanto osservabile nelle specie congeneri.

## Distribuzione e habitat
Come intuibile dal nome comune, l'astrapia di Huon è endemica dell'omonima penisola nel nord-est della Nuova Guinea, dove popola i gruppi montuosi dei monti Finisterre, monti Saruwaged, monti Cromwell e monti Rawlinson.
L'habitat di questa specie è rappresentato dalle aree di foresta pluviale e foresta nebulosa subalpina e montana, anche secondaria, fino ad oltre 3000 m di quota.